# Margaret Skjelbred
Margaret Skjelbred, född 25 januari 1949 i Stokke, är en norsk författare. Skjelbred är utbildad psykiatrisjuksköterska, och arbetade i nästan tjugo år vid Vestfold Sentralsykehus. 1983 debuterade hon litterärt med diktsamlingen Det er aleine du er. Hon har utgivit diktsamlingar, romaner och barnböcker. Hon har också varit kåsör och gjort radioprogram baserade på barnböckerna för NRK. 
Skjelbred har arbetat heltid som författare sedan 1990, och fick 2004 ett genombrott hos allmänheten med romanen Gulldronning, perledronning. Författarskapet har gett henne flera priser.
De flesta av Skjelbreds diktsamlingar är skrivna på Vestfold-dialekt. Många av dem är tonsatta av Øivind Lauritzen.